# Lopou
Lopou est une localité du sud de la Côte d'Ivoire et appartenant au département de Dabou, dans la Région des Lagunes. La localité de Lopou est un chef-lieu de commune.